# Czarny Staw Polski
Czarny Staw Polski lub po prostu Czarny Staw – polodowcowe jezioro tatrzańskie położone w południowej części Doliny Pięciu Stawów Polskich. Od południa w jego kierunku opadają zbocza Liptowskich Murów (odcinek od Gładkiego Wierchu do Kotelnicy). Od północy otacza go wał moreny środkowej. Lustro jeziora leży na wysokości 1722 m, jego powierzchnia wynosi 12,7 ha, głębokość – 50,4 m. Nadmiar wód odprowadzany jest potokiem do Wielkiego Stawu.
Potok tworzy liczne rozlewiska i podmokłe łąki (młaki), na których rośnie wiele gatunków roślin bagiennych i torfowych.

## Szlaki turystyczne
od skrzyżowania szlaków w Dolinie Pięciu Stawów, obok jeziora na Szpiglasową Przełęcz. Czas przejścia: 1:45 h, ↓ 1:25 h